# Лещёво (Кирилловский район)
Лещёво — деревня в Вологодской области, в Кирилловском районе. Входит в состав Ферапонтовского сельского поселения, с точки зрения административно-территориального деления — в Ферапонтовский сельсовет.
Расстояние по автодороге до районного центра Кириллова — 24 км, до центра муниципального образования Ферапонтово — 2 км. Ближайшие населённые пункты — Сиверово, Балуево, Ципино, Лукинское-1, Щёлково, Усково. В 400 метрах севернее Лещёва находится берег Ферапонтовского озера.
По переписи 2002 года население — 10 человек.
Деревня Лещёво расположена в пределах национального парка Русский Север и включена в его зону охраны исторического ландшафта.